# Краснощёков, Юрий Иванович
Юрий Иванович Краснощёков — советский хозяйственный, государственный и политический деятель, учёный области технологии изделий специальной техники и материаловедения, Герой Социалистического Труда, доктор технических наук, профессор, член-корреспондент АН СССР (1984). Действительный член, академик Российской Академии Ракетных и артиллерийских наук. Лауреат Ленинской премии (1990), Государственной премии СССР (1981), заслуженный деятель науки и техники (1993). Профессор кафедры «Автономные информационные и управляющие системы» Московского Высшего технического училища имени Н. Э. Баумана. Директор Технологическог Научно-исследовательского института имени П. И. Снегирёва. Директор, Почётный Директор Центрального Научно-исследовательского института химии и механики.

## Биография
Родился в 1927 году в Москве. Член КПСС.
С 1952 года — на хозяйственной, общественной и политической работе. В 1952—2011 гг. — конструктор взрывателей, учёный в области проектирования и разработки систем боеприпасов широкого класса вооружения, заместитель директора по научной работе Научно-исследовательского технологического института имени П. И. Снегирёва, директор Научно-исследовательского технологического института Министерства машиностроения СССР, директор Центрального научно-исследовательского института химии и механики. Член-корреспондент Академии наук СССР (Российской Академии наук) с 1984 года.
Указом Президиума Верховного Совета СССР от 29 марта 1976 года присвоено звание Героя Социалистического Труда с вручением ордена Ленина и золотой медали «Серп и Молот».
Умер в Москве в 2011 году. Похоронен на Введенском кладбище (20 уч.).